# Prvenstvo Jugoslavije u hokeju na ledu 1940./1941.
Prvenstvo Jugoslavije u hokeju na ledu 1941. bilo je peto prvenstvo Jugoslavije u hokeju na ledu.
Najbolja je bila slovenska predstavnica Ilirija iz Ljubljane. Hrvatski predstavnik HAŠK bio je drugi, a prvak Srbije HK Palić bio je treći.
- subota, veljače 1941.: VSD - Palić 7:0
- nedjelja, veljače 1941.: VSD - Ilirija 0:10